# Paul Young (énekes, 1956)
Paul Antony Young (Luton, 1956. január 17. –) angol énekes, dalszerző és zenész. Korábban a rövid életű Kat Kool & the Kool Cats, a Streetband és a Q-Tips együttesek frontembere volt, majd az 1980-as években szóló sikerével tinibálvány lett. Sikeres kislemezei közé tartozik a "Love of the Common People", a "Wherever I Lay My Hat", a "Come Back and Stay", az "Every Time You Go Away" és az "Everything Must Change", amelyek mind a brit kislemezlisták top 10-es listájára kerültek. 1983-ban megjelent debütáló albuma a No Parlez, ez az első a három brit listavezető album közül, ami ismert előadóvá tette őt. 1983-ban megjelent, sima, mégis soulos hangja a "blue-eyed soul" néven ismert műfajhoz tartozott. Az 1985-ös Brit Awards-on Young megkapta a legjobb brit férfinak járó díjat. 1985-ben az Egyesült Államok második brit inváziójához társult, az "Every Time You Go Away" című dala 1985-ben első helyezést ért el a Billboard Hot 100-as listáján. Az 1986-os Brit Awards-on a legjobb brit videoklipnek járó díjat is elnyerte.
1985 júliusában Young fellépett a londoni Wembley Stadionban tartott Live Aid-en, ahol előadta a Band Aid "Do They Know It's Christmas?" című slágerét. (miután az eredeti kislemezen elénekelte a nyitó sorokat), valamint saját slágereit, a "Come Back and Stay"-t és az "Every Time You Go Away"-t. Alison Moyet csatlakozott hozzá a színpadon, hogy előadja a "That's The Way Love Is"-t. Az 1990-es évek közepe óta Young a Los Pacaminos nevű együttesével lépett fel

## Életútja
Paul Young az angliai Lutonban, Bedfordshire-ben született. Bátyja, Mark, húga, Joanne. Fiatalkorában az iskola után a Vauxhall Motors gyárban focizott, szabadidejében pedig basszusgitárosként több együttesben is játszott.
Az első együttes, amelynek énekese lett, a Kat Kool & The Kool Kats volt. Az 1970-es évek végén csatlakozott a Streetbandhez, akiknek egy Top 20-as slágerük volt az Egyesült Királyságban, a humoros, újszerű "Toast" című számmal. 1979 decemberében a Streetband feloszlott.
Az ex-Streetbandes új tagokkal, Dave Lathwell gitárossal és Baz Watts dobossal kiegészülve Q-Tips lett a formáció neve. Emellett egy négytagú fúvósszekciót hoztak létre Steve Farr (baritonszaxofon), Richard Blanchard (tenorszaxofon), Stuart Van Blandamer (altszaxofon) és Tony Hughes (trombita) által, akik mindannyian Észak-London és Hertfordshire környékéről származnak, míg Ian Kewley orgonista Essexben élt. A Q-Tips neve egy jól ismert vattapamacs márkáról származik.
A Q-Tips első próbáira 1979 novemberében került sor. Első koncertjük 1979. november 18-án volt a harrow-i Queens Arms Hotelben. Ezt egy másik követte a St Albans-i Horn of Plenty-ben - ami 1978-ban a Streetband rendszeres fellépése volt -, és összesen 16-ot adtak az első hónapban. Az első hat hónap alatt történt néhány személyi változás, Blanchard és Lathwell távozott a zenekarból.
1980. április 1-jére a zenekar két számot vett fel, a "SYSLJFM (The Letter Song)", és a "Having a Party" címűt, mindkettőt a Barnet-i Livingstone Studiosban rögzítették. A folyamatos turnézás és koncertmegjelenések erős rajongói bázist építettek ki 1981 közepére, amikor a kevés soul zenei feldolgozást felülmúlták a zenekar saját számai. 1981-ben a zenekar profizmusa több lemezkiadó figyelmét is felkeltette, a néhai Mickie Most (RAK Records) a BBC Radio 1 Round Table műsorában megerősítette, hogy a Q-Tips "...könnyen a legjobb élő zenekar, ami jelenleg működik". 1980 augusztusában a brit NME zenei magazin arról számolt be, hogy a Q-Tips kiadta debütáló, azonos című albumát.
Idővel Garth Watt Roy váltotta John Giffordot gitáron, Blandamer helyére pedig Nick Payne került. Ez a felállás maradt a zenekar karrierjének hátralévő részében. 1981 második felében felléptek a BBC Televízió In Concert, Rock Goes to College és The Old Grey Whistle Test című műsoraiban. További televíziós szerepléseik között szerepeltek a szombat reggeli gyermekműsorokban is. A Q-Tips a J. Geils Band, a The Knack, a Thin Lizzy, Bob Marley és az Average White Band előzenekara volt.
A zenekar turnézott az After the Fire-rel, és 1980-ban a The Who 12 állomásos brit turnéján a The Who-t támogatta. 1981-ben a Q-Tips fellépett a Montreux-i Jazzfesztiválon. Két album és hét kislemez kiadása után a gyenge lemezeladások miatt a Q-Tips 1982 elején feloszlott, amikor Paul Young szóló lemezszerződést kötött a CBS-szel. 1982 végén és 1983 elején a Q-Tips fúvósai és dobosa Adam Ant Friend or Foe turnéjának brit és amerikai szakaszán turnézott, és néhányan maradtak Ant 1984-es Strip turnéjára is.
Young rövid időre újra összeállt a Q-Tips-szel egy 1993-as újraegyesülési turnéra.
A Q-Tips 1982-ben feloszlott, Young pedig szólóelőadóként szerződött a Columbia Recordshoz.
Young új kísérőzenekara, a The Royal Family a billentyűs Kewley, a fretless basszusgitáros Pino Palladino, a gitáros Steve Bolton, a dobos Mark Pinder, valamint a háttérénekesek Maz Roberts és Kim Leslie AKA The Fabulous Wealthy Tarts. Első két kislemeze, az "Iron Out the Rough Spots" és a "Love of the Common People" feldolgozása nem aratott sikert, de a harmadik, a Marvin Gaye "Wherever I Lay My Hat" című dalának feldolgozása 1983 nyarán három hétig az első helyen szerepelt a brit kislemezlistán, az első a 14 brit Top 40-es kislemez közül. 1983 nyarán a dal szerepelt a Peter's Friends című 1992-es brit vígjáték filmzenéjén.
Hasonló sikerek követték Európa-szerte. Az Egyesült Királyságban a "Come Back and Stay" című követő kislemez a 4. helyig jutott, a "Love of the Common People" újrakiadása pedig a 2. helyig jutott, és még az Egyesült Államokban is kapott rádiós sugárzást (köszönhetően annak, hogy John Hughes Sixteen Candles című filmjének soundtrackjén szerepelt), No Parlez című debütáló albuma pedig több országban platina minősítést kapott
Az 1984-es év nehéz volt Young számára, mivel az első nagyszabású promóciós és élő koncertkörútja Amerikában súlyosan megterhelte a hangszálait, olyannyira, hogy kénytelen volt pihentetni a hangját, és az év nagy részében nem énekelt. Eléggé felépült ahhoz, hogy részt vegyen a "Do They Know It's Christmas?" című Band Aid kislemezen, amely egy Bob Geldof és Midge Ure által összeállított, az etiópiai éhínség enyhítését célzó jótékonysági projekt volt. Young énekelte a dal nyitó sorait David Bowie helyett.
Visszatért a brit top tízbe Ann Peebles "I'm Gonna Tear Your Playhouse Down" című dalának feldolgozásával. 1985-ben megjelent második albumán, a The Secret of Association címűn, amely biztosította későbbi sikerét az Egyesült Államokban, Japánban és Ausztráliában. Az album az Egyesült Királyságban az első helyig jutott. Azonban továbbra is időnként hang- és torokproblémái voltak. Ebben az évben Young karrierje legnagyobb világsikerét érte el az "Every Time You Go Away" című dallal, amely az 1980-as Hall & Oates album Voices című dalának feldolgozása volt. Az "Every Time You Go Away" az Egyesült Államokban a poplisták élére került, és ez volt a legnagyobb sikere az USA-ban. A dalt a Live Aid koncert londoni szakaszában adta elő.
1990-ben kiadta a The Chi-Lites "Oh Girl" című dalának feldolgozását, amely a Billboard Hot 100-as listáján a 8. helyig jutott.
Továbbra is sikeres karriert futott be, amelynek néhány csúcspontja volt, például a Crowded House "Don't Dream It's Over" című számának eléneklése a Nelson Mandela 70. születésnapi tiszteletadáson 1988-ban, egy népszerű duett, a "Senza una donna (Without a Woman)", 1991-ben az olasz blues énekessel, Zuccheróval, és a "Radio Ga Ga Ga" eléneklése a Queen megmaradt tagjaival 1992-ben, a The Freddie Mercury Tribute Concert-en, nem sokkal Freddie Mercury halála után. 1991-ben felvett egy duettet az ír Clannad együttessel Blake Edwards Switch című filmjéhez, amely Joni Mitchell "Both Sides Now" című dalának feldolgozása volt.
A "Don't Dream It's Over", a "Senza una donna (Without a Woman)" és a "Both Sides Now" az 1991-ben megjelent From Time To Time - The Singles Collection című első Greatest Hits albumán szerepelt,[7] melyen Young első négy szólóalbumának slágerlistás kislemezei, a három fent említett dal, valamint egy korábban kiadatlan válogatás, az "I'm Only Foolin' Myself" szerepelt.
1992-ben Young megalakította új együttesét, a Los Pacaminos-t, amely Ry Cooder "Chicken Skin Music" korszakának és a Texas Tornados nevű tex-mex együttesnek a hangzásvilágán alapult, és először kocsmákban és klubokban léptek fel visszafogottan, majd színházakba is eljutottak. 1993-ban Youngot kirúgták a CBS/Sony Records kiadóval kötött szerződéséből, és ezután kevesebb szólóalbumot adott ki. Még abban az évben újraalakította a Q-Tips-et egy rövid koncertsorozat erejéig. 1995-ben közreműködött Vangelis Voices című albumán. Young elénekelte a brit nemzeti himnuszt, a "God Save the Queen"-t a Wembley Stadionban Anglia Németország elleni Euro '96-os elődöntő mérkőzése előtt.
1993. szeptember 18-án Young fellépett a Pink Floyddal a Cowdray Ruins jótékonysági koncerten a King Edward VII Kórház javára. 1993. szeptember 18-án Young David Gilmour, Nick Mason és Richard Wright mellett a Genesisből ismert Mike Rutherford basszusgitárossal énekelte az eredetileg Roger Waters által énekelt vokális részeket. A zenekar előadta a "Run Like Hell", a "Wish You Were Here" és a "Comfortably Numb" című dalokat. A koncerten fellépett még a Queen, a Genesis és Eric Clapton is. A koncert zárásaként minden előadó színpadra lépett a "Gimme Some Lovin'" előadásával.
1996-ban Young ismét szólóban lépett fel és készült következő, Paul Young című albumára, amely a következő évben jelent meg az East West Records gondozásában. 2001 novemberében, amikor Young a Here and Now turné utolsó estéjén volt, Michael Aspel átadta neki a This Is Your Life című könyvet. A műsor még abban az évben december 5-én ment le a BBC One-on. 2006-ban jelent meg a Rock Swings - On the Wild Side of Swing című album. 2006 szeptemberében szerepelt a BBC1 Celebrity MasterChef című főzőműsorában, és megnyerte a műsort, így bejutott az elődöntőbe. 2006-ban egy évvel később egy másik főzőműsorban, az ITV Hell's Kitchen című műsorában volt versenyző.
Bár zenei karrierje kezdett hanyatlani, Young egyre többször jelent meg a médiában. Olyan műsorokban szerepelt vendégként, mint a The Wright Stuff, a This Morning és a The One Show. 2010-ben Young felvett és kiadott egy új számot, a "Come Back"-t, egy duettet, amit a Chicane nevű elektronikus tánczenei együttessel készített. A kislemez Young 1983-as "Come Back and Stay" című slágerének mintája volt, és a 151. helyen szerepelt a brit kislemezlistán. A kislemez a Chicane 2010-es Giants című albumára került fel. 2016-ban Young hosszabb lemezanyag-hiány után egy vintage soul dalokat tartalmazó albumot adott ki Good Thing címmel, melynek producere Arthur Baker volt, és egy hosszabb turné- és fesztiválszerepléses időszakba kezdett. A mai napig turnézik a világ minden táján a zenekarával.

## Los Pacaminos
Young először 1993-ban alakította meg a Los Pacaminost. Az együttes megalakulásának oka Young azon vágya volt, hogy visszatérjen az alapokhoz, ahogyan ő magyarázza: "Lemezkiadók között voltam, és anyagot írtam egy új albumhoz, de újra élőben akartam játszani. Mindig is szerettem a Tex-Mex hangzást, és ismertem néhány zenészt, akik hasonló szenvedéllyel rajongtak ezért a fajta zenéért. Így megkértem őket, hogy csatlakozzanak hozzám egy zenekar megalakításában."
A csapat korai fellépései bárokban és klubokban zajlottak, saját anyag és feldolgozások keverékét adták elő. 2002-ben jelent meg a Los Pacaminos című albumuk.
Az album megjelenésekor a zenekar profi felállásban alakult meg, amely a következőkből állt:
- Young gitáros és énekes
- Drew Barfield gitár és ének
- Melvyn Duffy pedal steel gitáron
- Steve Greetham vagy David Levy basszusgitáron és éneken
- Matt Irving billentyűs, harmonikás és énekes.
- Jamie Moses gitár és ének
- Mark Pinder vagy Jim Russel dobol.

A zenekar folytatta a fellépéseket és lemezfelvételeket Európa-szerte és az Egyesült Királyságban. 2014-ben a zenekar kiadta második albumát, az A Fistful of Statins-t..
A zenekar által kiadott egyéb médiumok közé tartozik egy EP és egy élő album. 2015-ben a tag Matt Irving meghalt. A zenekar azonban továbbra is turnézik és lemezeket készít.

## Együttműködések
Paul Young legkorábbi együttműködése az 1970-es évek végén a Streetband első, London című albumán történt, amikor Ian Dury vendégszerepelt a "Mystery" című számban. Majd a Q-Tips és a szólószerződése között Paul Elvis Costellóval közösen énekelt háttérvokálokat a Squeeze "Black Coffee in Bed" című kislemezén. Young legismertebb zenei együttműködése (a Los Pacaminoson kívül) a basszusgitáros Pino Palladino-val való korai kollaborációja volt Palladino, aki korábban a Tears for Fears, a Go West és Gary Numan együttesekkel dolgozott együtt, Young négy albumán is közreműködött: No Parlez, The Secret of Association, The Crossing és Paul Young. Young a Both Sides Now című dalának egy verzióját adta ki az ír Clannad együttessel az 1991-es Switch című mozifilmhez.
Palladino volt Young The Royal Family nevű kísérőzenekarának basszusgitárosa, és játszott a Live Aid-en.

## Magánélete
Young 1983-ban a Come Back and Stay című dalához készült videoklipben ismerkedett meg feleségével, az egykori modell Stacey Smith-szel. Összeházasodtak, miközben Los Angelesben éltek 1987 novemberében. Három gyermekük született: lányaik: Levi (született 1987 márciusában), Layla (született 1994 augusztusában), és fiuk Grady Cole (született 1996 januárjában). Young és Smith 2006 májusában szakítottak, majd 2009 márciusában kibékültek. 2018. január 26-án jelentették be, hogy Stacey Young 52 éves korában agydaganatban elhunyt.
Young közeli barátja Tony Hadley énekesnek és a Spandau Ballet egykori frontemberének. Ők ketten 2008 októberében és novemberében turnéztak Ausztráliában és Új-Zélandon.

## Diszkográfia
- No Parlez (1983)
- The Secret of Association (1985)
- Between Two Fires (1986)
- Other Voices (1990)
- The Crossing (1993)
- Reflections (1994)
- Paul Young (1997)
- Rock Swings – On the Wild Side of Swing (2006)
- Good Thing (2016)